# Sportlövészet a 2008. évi nyári olimpiai játékokon
A 2008. évi nyári olimpiai játékokon a sportlövészet versenyszámait augusztus 9. és 17. között rendezték. Összesen 15 versenyszámban osztottak érmeket, 9 férfi és 6 női számban.

## Éremtáblázat
(A rendező ország csapata eltérő háttérszínnel, az egyes számoszlopok legmagasabb értéke illetve értékei vastagítással kiemelve.)
| A 2008. évi nyári olimpiai játékok éremtáblázata sportlövészetben | A 2008. évi nyári olimpiai játékok éremtáblázata sportlövészetben | A 2008. évi nyári olimpiai játékok éremtáblázata sportlövészetben | A 2008. évi nyári olimpiai játékok éremtáblázata sportlövészetben | A 2008. évi nyári olimpiai játékok éremtáblázata sportlövészetben | Olimpia  |
| ----------------------------------------------------------------- | ----------------------------------------------------------------- | ----------------------------------------------------------------- | ----------------------------------------------------------------- | ----------------------------------------------------------------- | -------- |
|                                                                   | Ország                                                            | Arany                                                             | Ezüst                                                             | Bronz                                                             | Összesen |
| 1.                                                                | Kína (CHN)                                                        | 5                                                                 | 2                                                                 | 1                                                                 | 8        |
| 2.                                                                | Egyesült Államok (USA)                                            | 2                                                                 | 2                                                                 | 2                                                                 | 6        |
| 3.                                                                | Csehország (CZE)                                                  | 2                                                                 | 1                                                                 | 0                                                                 | 3        |
| 3.                                                                | Ukrajna (UKR)                                                     | 2                                                                 | 1                                                                 | 0                                                                 | 3        |
| 5.                                                                | Olaszország (ITA)                                                 | 1                                                                 | 2                                                                 | 0                                                                 | 3        |
| 6.                                                                | Dél-Korea (KOR)                                                   | 1                                                                 | 1                                                                 | 0                                                                 | 2        |
| 7.                                                                | Finnország (FIN)                                                  | 1                                                                 | 0                                                                 | 1                                                                 | 2        |
| 8.                                                                | India (IND)                                                       | 1                                                                 | 0                                                                 | 0                                                                 | 1        |
|                                                                   |                                                                   |                                                                   |                                                                   |                                                                   |          |
| 9.                                                                | Oroszország (RUS)                                                 | 0                                                                 | 2                                                                 | 2                                                                 | 4        |
| 10.                                                               | Németország (GER)                                                 | 0                                                                 | 1                                                                 | 3                                                                 | 4        |
| 11.                                                               | Mongólia (MGL)                                                    | 0                                                                 | 1                                                                 | 0                                                                 | 1        |
| 11.                                                               | Norvégia (NOR)                                                    | 0                                                                 | 1                                                                 | 0                                                                 | 1        |
| 11.                                                               | Szlovákia (SVK)                                                   | 0                                                                 | 1                                                                 | 0                                                                 | 1        |
|                                                                   |                                                                   |                                                                   |                                                                   |                                                                   |          |
| 14.                                                               | Ausztrália (AUS)                                                  | 0                                                                 | 0                                                                 | 1                                                                 | 1        |
| 14.                                                               | Horvátország (CRO)                                                | 0                                                                 | 0                                                                 | 1                                                                 | 1        |
| 14.                                                               | Kuba (CUB)                                                        | 0                                                                 | 0                                                                 | 1                                                                 | 1        |
| 14.                                                               | Franciaország (FRA)                                               | 0                                                                 | 0                                                                 | 1                                                                 | 1        |
| 14.                                                               | Grúzia (GEO)                                                      | 0                                                                 | 0                                                                 | 1                                                                 | 1        |
| 14.                                                               | Szlovénia (SLO)                                                   | 0                                                                 | 0                                                                 | 1                                                                 | 1        |
|                                                                   |                                                                   |                                                                   |                                                                   |                                                                   |          |
| Összesen                                                          | Összesen                                                          | 15                                                                | 15                                                                | 15                                                                | 45       |

## Érmesek

### Férfi
| A 2008. évi nyári olimpiai játékok érmesei férfi sportlövészetben |                                                     |                                                       |                                                         |
| Versenyszám                                                       | Arany                                               | Ezüst                                                 | Bronz                                                   |
| Légpisztoly (10 m)                                                | Pang Vej (Pang Wei) · Kína (CHN) · 688,2            | Csin Dzsongo · Dél-Korea (KOR) · 684,5                | Jason Turner * · Egyesült Államok (USA) · 682,0 (+10,5) |
| Légpuska (10 m)                                                   | Apinava Bindará · India (IND) · 700,5               | Csu Csi-nan (Zhu Qinan) · Kína (CHN) · 699,7          | Henri Häkkinen · Finnország (FIN) · 699,4               |
| Gyorstüzelő pisztoly (25 m)                                       | Olekszandr Petriv · Ukrajna (UKR) · 780,2           | Ralf Schumann · Németország (GER) · 779,5             | Christian Reitz · Németország (GER) · 779,3             |
| Szabadpisztoly (50 m)                                             | Csin Dzsongo · Dél-Korea (KOR) · 660,4              | Tan Cung-liang (Tan Zongliang) * · Kína (CHN) · 659,5 | Vlagyimir Iszakov * · Oroszország (RUS) · 658,9 (+9,1)  |
| Sportpuska, fekvő (50 m)                                          | Artur Ajvazjan · Ukrajna (UKR) · 702,7              | Matthew Emmons · Egyesült Államok (USA) · 701,7       | Warren Potent · Ausztrália (AUS) · 700,5                |
| Sportpuska, összetett (50 m)                                      | Csiu Csien (Qiu Jian) · Kína (CHN) · 1272,5         | Jurij Szuhorukov · Ukrajna (UKR) · 1272,4             | Rajmond Debevec · Szlovénia (SLO) · 1271,7              |
| Skeet                                                             | Vincent Hancock · Egyesült Államok (USA) · 145 (+4) | Tore Brovold · Norvégia (NOR) · 145 (+4)              | Anthony Terras · Franciaország (FRA) · 144 (+3)         |
| Trap                                                              | David Kostelecký · Csehország (CZE) · 146           | Giovanni Pellielo · Olaszország (ITA) · 143           | Alekszej Alipov · Oroszország (RUS) · 142 (+3)          |
| Dupla trap                                                        | Walton Eller · Egyesült Államok (USA) · 190         | Francesco D'Aniello · Olaszország (ITA) · 187         | Hu Pin-jüan (Hu Binyuan) · Kína (CHN) · 184             |

* – Ezek a sportolók eredetileg egy hellyel hátrébb végeztek, de az észak-koreai Kim Dzsongszu szervezetében a nyugtatók közé tartozó propranololt találtak, és eredményeit törölték.

### Női
| A 2008. évi nyári olimpiai játékok érmesei női sportlövészetben |                                                |                                                     |                                                   |
| Versenyszám                                                     | Arany                                          | Ezüst                                               | Bronz                                             |
| Légpisztoly (10 m)                                              | Kuo Ven-csün (Guo Wenjun) · Kína (CHN) · 492,7 | Natalja Pagyerina · Oroszország (RUS) · 489,1       | Nino Szalukvadze · Grúzia (GEO) · 787,4           |
| Légpuska (10 m)                                                 | Kateřina Emmons · Csehország (CZE) · 503,5     | Ljubov Galkina · Oroszország (RUS) · 502,1          | Snježana Pejčić · Horvátország (CRO) · 500,9      |
| Sportpisztoly (25 m)                                            | Csen Jing (Chen Ying) · Kína (CHN) · 793,4     | Otrjadin Gündegmá · Mongólia (MGL) · 792,2          | Munkhbayar Dorjsuren · Németország (GER) · 789,2  |
| Sportpuska, összetett (50 m)                                    | Tu Li (Du Li) · Kína (CHN) · 690,3             | Kateřina Emmons · Csehország (CZE) · 687,7          | Eglis Yaima Cruz · Kuba (CUB) · 687,6             |
| Skeet                                                           | Chiara Cainero · Olaszország (ITA) · 93 (+2)   | Kimberly Rhode · Egyesült Államok (USA) · 93 (+1+2) | Christine Brinker · Németország (GER) · 93 (+1+1) |
| Trap                                                            | Satu Mäkelä-Nummela · Finnország (FIN) · 91    | Zuzana Štefečeková · Szlovákia (SVK) · 89           | Corey Cogdell · Egyesült Államok (USA) · 86 (+1)  |